# Kalpana Chawla

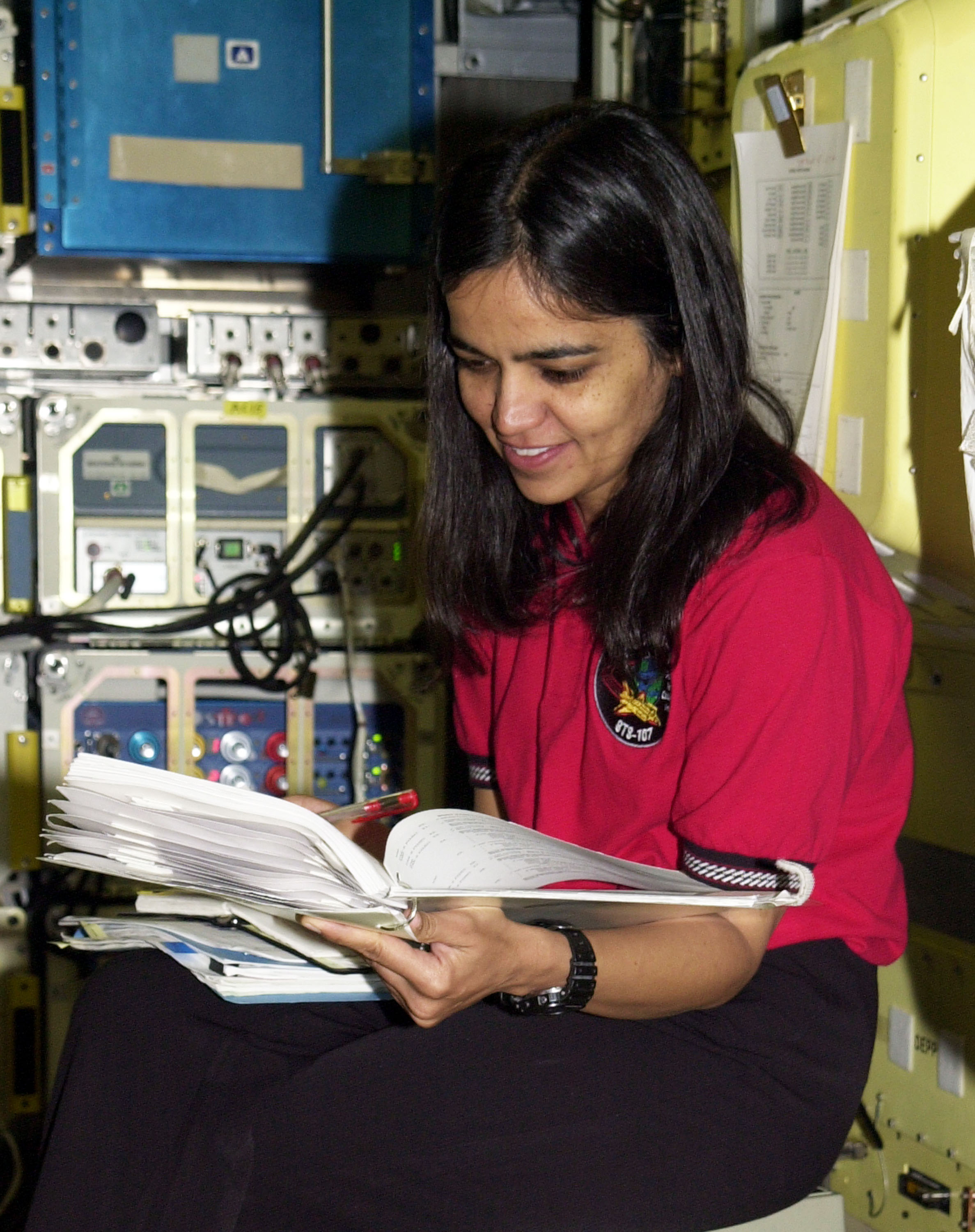
Kalpana Chawla w symulatorze promu kosmicznego

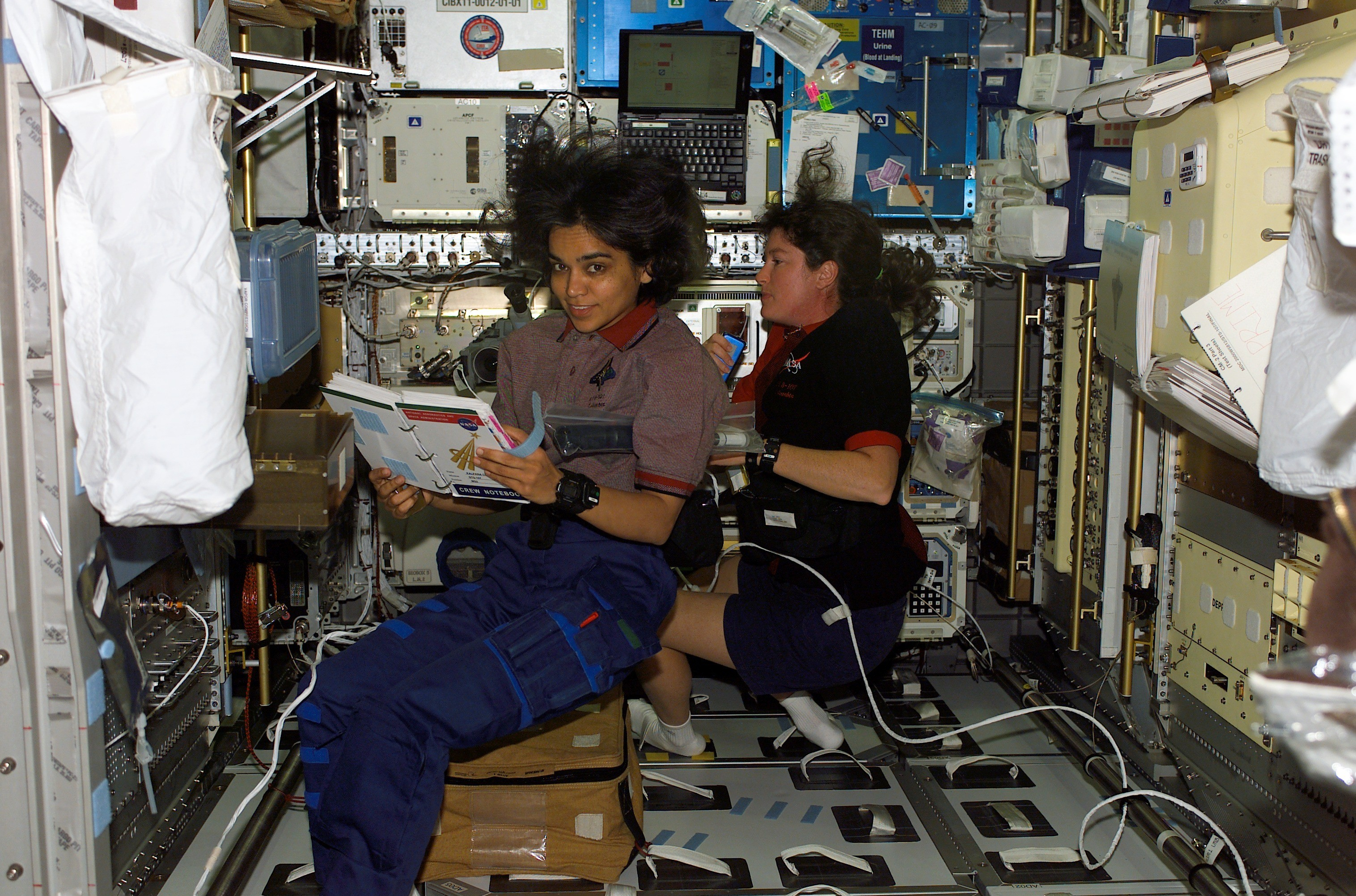
Kalpana Chawla i Laurel Clark podczas prac na orbicie w czasie misji STS-107

Kalpana Chawla (ur. 17 marca 1962 w Karnalu, zginęła 1 lutego 2003 podczas powrotu na Ziemię wahadłowca Columbia) – amerykańska astronautka i inżynier pochodzenia hinduskiego.
Była pierwszą Hinduską, a drugą osobą tej narodowości (po Rakeshu Sharmie), która znalazła się w kosmosie. Jej pasją było latanie. Miała uprawnienia (również instruktorskie) pilota szybowcowego, samolotów jedno- i wielosilnikowych oraz hydroplanów. Zajmowała się także krótkofalarstwem, posiadała znak KD5ESI.

## Wykształcenie i praca
Aby kwalifikowała się wiekiem do egzaminu maturalnego, zmieniono w dokumentach jej datę urodzin na 1 lipca 1961 roku.
- 1976 – ukończyła Tagore School w indyjskim mieście Karnal.
- 1982 – uzyskała licencjat z inżynierii lotniczej w Punjab Engineering College w Czandigarh, a następnie wyjechała do Stanów Zjednoczonych.
- 1984 – w tej samej dziedzinie uzyskała magisterium na University of Texas(inne języki) w Arlington.
- 1986 – na Uniwersytecie Kolorado w Boulder uzyskała drugie magisterium w dziedzinie inżynierii lotniczej.
- 1988 – na tej samej uczelni i w tej samej dziedzinie uzyskała doktorat. Następnie podjęła pracę w NASA w kalifornijskim Centrum Badawczym im. Josepha Amesa. Zajmowała się tam zagadnieniami z zakresu obliczeniowej mechaniki płynów. Prowadziła badania symulacyjne aerodynamiki samolotu AV-8B Harrier w trakcie lądowania pionowego.
- 1993 – przeniosła się do prywatnej firmy Overset Methods Inc., mającej siedzibę w Los Altos, w której pracowała do czasu powrotu do NASA w grudniu 1994.

## Praca w NASA i kariera astronautki
- 12 grudnia 1994 – zakwalifikowała się do piętnastej grupy astronautów NASA jako kandydatka na specjalistę misji.
- 1995–1996 – po ukończeniu rocznego szkolenia w Centrum Lotów Kosmicznych im. Lyndona B. Johnsona (JSC) uzyskała kwalifikacje specjalisty misji. Następnie została skierowana do Biura Astronautów – pracowała w wydziałach EVA oraz robotyki i informatyki. W listopadzie 1996 została powołana do załogi STS-87 w charakterze specjalisty misji i głównego operatora manipulatora RMS.
- 19 listopada – 5 grudnia 1997 – uczestniczyła w blisko szesnastodniowej misji kosmicznej STS-87 realizowanej przez załogę promu Columbia. Podczas lotu miała umieścić na orbicie satelitę Spartan-201. Przedsięwzięcie to jednak nie powiodło się, satelita zaczął koziołkować. W rezultacie astronauci Winston Scott i Takao Doi musieli wykonać pozaplanowe wyjście w otwartą przestrzeń kosmiczną w celu podjęcia satelity. Problemy ze Spartanem spowodowały także niezamierzoną zmianę planu całej wyprawy.
  - Za nieprawidłowe wykonanie zadania początkowo obwiniono Chawlę. Jednakże późniejsze, pięciomiesięczne dochodzenie NASA uwolniło ją od wszelkich zarzutów, ujawniając błędy w interfejsach oprogramowania oraz szeregu procedur stosowanych przez załogę i kontrolę naziemną.
- 1998 – pracowała w Biurze Astronautów, zajmując się zagadnieniami dotyczącymi wyposażenia dla załóg wahadłowców i Międzynarodowej Stacji Kosmicznej.
- 28 września 2000 – została wyznaczona specjalistą misji w załodze STS-107.
- 2003 – 16 stycznia po raz drugi poleciała w kosmos, ponownie na pokładzie wahadłowca Columbia. Dowódcą załogi był Rick Husband. Prom pilotował William McCool. Obok Chawli grupę specjalistów misji tworzyli: David Brown, Michael P. Anderson, Laurel Clark i astronauta izraelski Ilan Ramon. Wyprawa STS-107 miała charakter naukowy. Astronauci przeprowadzili 82 eksperymenty biologiczne, geofizyczne, technologiczne i fizyczne. 1 lutego podczas powrotu Columbii na Ziemię wahadłowiec rozpadł się w powietrzu na niespełna szesnaście minut przed planowanym lądowaniem. Śmierć poniosła cała załoga. Szczątki Kalpany Chawli zostały przewiezione do jej rodzinnych Indii.

## Odznaczenia
- Congressional Space Medal of Honor – pośmiertnie
- NASA Distinguished Service Medal – pośmiertnie
- Medal za Lot Kosmiczny – pośmiertnie
- Order Za Zasługi III stopnia – 1998, Ukraina
- Universal Astronaut Insignia za lot orbitalny (nr 366, pośmiertnie) – Stowarzyszenie Uczestników Lotów Kosmicznych (Association of Space Explorers(inne języki))[2]

## Wykaz lotów
| Loty kosmiczne, w których uczestniczyła Kalpana Chawla                   | Loty kosmiczne, w których uczestniczyła Kalpana Chawla | Loty kosmiczne, w których uczestniczyła Kalpana Chawla                                   | Loty kosmiczne, w których uczestniczyła Kalpana Chawla | Loty kosmiczne, w których uczestniczyła Kalpana Chawla | Loty kosmiczne, w których uczestniczyła Kalpana Chawla | Loty kosmiczne, w których uczestniczyła Kalpana Chawla |
| Nr                                                                       | Data startu                                            | Data lądowania                                                                           | Statek kosmiczny                                       | Funkcja                                                | Czas trwania                                           |                                                        |
| ------------------------------------------------------------------------ | ------------------------------------------------------ | ---------------------------------------------------------------------------------------- | ------------------------------------------------------ | ------------------------------------------------------ | ------------------------------------------------------ | ------------------------------------------------------ |
| 1                                                                        | 19 listopada 1997                                      | 5 grudnia 1997                                                                           | STS-87 Columbia F-24                                   | Specjalista misji (MS-1)                               | 15 dni 16 godzin 34 minuty i 4 sekundy                 |                                                        |
| 2                                                                        | 16 stycznia 2003                                       | 1 lutego 2003 Podczas powrotu na Ziemię wahadłowiec wskutek katastrofy uległ zniszczeniu | STS-107 Columbia F-28                                  | Specjalista misji (MS-2)                               | 15 dni 22 godziny 20 minut i 22 sekundy                |                                                        |
| Łączny czas spędzony w kosmosie – 31 dni 14 godzin 54 minuty i 26 sekund |                                                        |                                                                                          |                                                        |                                                        |                                                        |                                                        |